# Dick Button
Pour les articles homonymes, voir Button.
Richard Button, dit Dick Button, né le 18 juillet 1929 à Englewood (New Jersey) et mort le 30 janvier 2025 à North Salem (État de New York), est un patineur artistique américain entre 1944 et 1952, devenu ensuite un analyste à la télévision.
Quintuple champion du monde, il remporte également  deux fois le titre olympique. En 1948, Button est le premier patineur à réussir un double Axel en compétition. En 1952, il réussit le premier triple saut, un triple boucle. Il est également l'inventeur de la pirouette sautée-allongée (en anglais : flying camel spin), aussi connue originellement sous le nom de Button camel.

## Biographie

### Carrière sportive
Dick Button est né et a grandi à Englewood (New Jersey). Il a commencé à patiner très jeune, quoiqu'il n'ait commencé à s'entraîner sérieusement qu'à l'âge de 12 ans après avoir entendu son père dire qu'il ne serait jamais un bon patineur. Quelque temps après, son père l'envoya à New York pour suivre des leçons avec l'entraîneur de danse sur glace Joe Carroll. Dick s'entraîna pendant l'été à Lake Placid et éventuellement, il se tourna vers Gustave Lussi, sous la recommandation de Carroll. Lussi fut l'entraîneur de Button pour la durée de sa carrière amateur.
À sa première compétition en 1943, Eastern States Novice Championship, Button s'est classé deuxième derrière Jean-Pierre Brunet. En 1944, il a remporté le titre du Eastern States Junior, ce qui lui a donné l'occasion d'aller aux championnats des États-Unis de niveau novice. Il a remporté également cette compétition. En 1945, Button en est qu'à sa troisième année d'entraînement intensif lorsqu'il remporte le titre du Eastern States Senior et le titre national de niveau junior. Durant cette période, Dick patinait également en couple avec Barbara Jones. Ensemble, ils ont remporté le Eastern States Junior en 1946. En guise de programme, le couple a exécuté le programme en simple de Button côte-à-côte en y apportant quelques modifications. Button a fait également le Eastern States Junior en simple et a remporté le titre, ce qui lui donnait accès au championnat national.
Dick Button a gagné à l'unanimité les championnats des États-Unis à l'âge de 16 ans. Selon Button, c'était la première fois qu'un patineur remportait les titres nationaux au niveau novice, junior et senior en trois années consécutives. Cette victoire a permis à Button d'obtenir une place aux championnats du monde de 1947.
Aux championnats du monde de 1947, Button se classe deuxième derrière son rival Hans Gerschwiler après les figures imposées, 34,9 points les séparent. Button remporte le programme libre, mais Gerschwiler avait obtenu la majorité des premières places des juges, trois contre deux pour Button. Dick remporte la médaille d'argent à ses premiers championnats du monde. C'était la dernière fois qu'il se classe plus bas que premier à cette compétition.
Durant cette compétition, Dick Button est devenu ami avec Ulrich Salchow. Salchow était déçu que Button n'ait pas gagné cette compétition, et il lui donna un trophée qu'il avait gagné en 1901. Button a lui-même donné ce trophée à John Misha Petkevich après les Jeux olympiques et les championnats du monde de 1972.
Dick Button fit face à Gerschwiler encore une fois en 1948, lors des championnats d'Europe. Button était en avance après les figures imposées, ayant 749 points contre 747.8 points pour Gerschwiler. Lors du programme libre, Button a exécuté son programme olympique et a pu confirmer son avance sur Gerschwiler et remporter le titre européen. Cette année-là, les nord-américains ont remporté les titres européens en simple messieurs et en simple dames. Depuis, les non-européens n'eurent plus le droit de participer aux championnats d'Europe. Button est le seul américain à avoir remporté les championnats d'Europe.
Durant les Jeux olympiques de 1948, Button a une avance de 29,6 points contre Gerschwiler après les figures imposées, en remportant 4 des 5 figures. Button avait déjà tenté le double Axel durant l'entraînement, mais il ne l'avait jamais atterri. Durant l'entraînement le jour avant le programme libre, Button le réussit pour la première fois. Il décida de l'intégrer à son programme libre, le jour suivant. Button le réussit en compétition et devient le premier patineur à réussir ce saut. Button a reçu huit premières places et 2 deuxièmes places pour un total de 10 places. Gerschwiler en a reçu 23. Ce résultat de Button combiné à son résultat pour les figures imposées lui permet de mettre la mains sur la médaille d'or olympique. Il est devenu, et est toujours aujourd'hui, le plus jeune homme à remporter la médaille d'or olympique en patinage artistique. Button participa par la suite, aux championnats du monde 1948, où il affronta pour une dernière fois Hans Gerschwiler. Button a gagné la compétition. À cette époque, les championnats des États-Unis étaient tenu après les championnats du monde et Button a terminé la saison en défendant son titre national.
En février 1948, Button, son entraîneur et sa mère étaient à Prague pour un gala d'exhibition. Ils furent retenus après l'ascension du parti communiste et eurent besoin de l'aide de l'armée américaine pour sortir du pays.
En 1949, Button reçut le James E. Sullivan Award du meilleur athlète amateur des États-Unis. Il est le seul patineur artistique à avoir remporté cet honneur.
Button avait l'intention d'entrer à l'Université Yale à l'automne 1947, mais il repoussa son entrée d'une année en vue des Olympiques. Bien qu'on lui ait assuré au départ que son patinage causerait pas de problème tant que ses notes étaient excellentes, Button fut informé plus tard qu'il ne pourrait plus faire de compétition s'il voulait aller à Yale. Conseillé par des gens du club de patinage artistique de Boston, Button se porta candidat à l'Université Harvard et il fut accepté. Button était un étudiant à temps plein tout en faisant des compétitions de patinage artistique. Il obtint son diplôme en 1952.
Button a gagné toutes les compétitions auxquels il participa durant le reste de sa carrière amateure. Il s'entraînait au club de patinage artistique de Boston tout en étudiant à Harvard, et il allait s'entraîner à Lake Placid durant les vacances scolaires.
En tant qu'actuel champion, tout comme étant le premier à réussir un double Axel et une pirouette sautée-allongée, Button avait la pression qu'il devait exécuter un nouveau saut ou une nouvelle pirouette à chaque saison. En 1949, il exécuta une combinaison double boucle-double boucle. En 1950, il exécuta une combinaison double boucle-double boucle-double boucle. En 1951, il exécuta un double Axel combiné à un double boucle, ainsi qu'une séquence de double Axel-double Axel. Pour les Jeux olympiques de 1952, Button et son entraîneur Lussi ont commencé à travailler sur un triple saut, le triple boucle. Button l'a réussi pour la première fois en décembre 1951 durant un entraînement au club de patinage artistique de Boston. Il le refit quelque temps plus tard lors d'un gala d'exhibition à Vienne.
Aux Jeux olympiques de 1952, Button avait une avance après les figures imposées, devant Helmut Seibt. Lors de son programme libre, Button exécuta son triple boucle et devint le premier patineur à réussir un triple saut en compétition et il remporta une deuxième médaille d'or olympique. Par la suite, il a défendu son titre mondial et national.

### Reconversion
À l'automne 1952, Button décida d'entrer à la faculté de droit de l'université Havard. À cause de ses engagements scolaires, il décida de quitter la compétition amateur pour se consacrer à ses études de droit. Malgré tout, Button a fait des tournées avec Ice Capades et Holiday on Ice pendant les vacances scolaires.
Depuis 1962, il est analyste de patinage artistique pour ABC Sports. Lors des couvertures médiatiques faites par ABC durant les Jeux des années 1960 à 90, Button est devenu un des analystes les plus réputés, reconnu pour sa franchise et ses évaluations caustiques des performances des patineurs. Même lorsque d'autres réseaux de télévision américains ont pris le relais pour la diffusion des Jeux olympiques, à partir des années 1990, Button a toujours continué à apparaître au réseau ABC pour commenter les championnats des États-Unis et les championnats du monde. Lors des Jeux olympiques 2006, alors que le réseau NBC était le diffuseur officiel, Button est apparu quand même au réseau ABC pour commenter le patinage artistique.
Il a gagné un trophée Emmy en tant que meilleur personnalité du sport/analyste en 1981. Jusqu'à ce jour, Button est le seul gagnant d'un Emmy qui a également une médaille d'or olympique.
En tant que fondateur de Candid Productions, il a créé une variété d'événements de sports conçue exprès pour la télévision comme le championnat du monde professionnel et autres événements non-sportifs comme Superstars.
En 1975, il a épousé l'entraîneur de patinage artistique Slavka Kohout. Ils ont divorcé quelque temps plus tard.
Button a été intronisé au Temple de la renommée du patinage artistique américain en 1976, année de sa fondation.
Le 5 juillet 1978, Dick Button a souffert d'un traumatisme crânien après avoir été attaqué par un gang de jeunes dans Central Park, alors qu'il faisait une séance de jogging. Les attaquants furent arrêtés quelque temps plus tard.
Durant les Jeux olympiques 2006, USA Network diffusait une émission appelé Olympic Ice. Dick Button avait un segment de l'émission appelé Push Dick's Button où les spectateurs pouvaient envoyer des questions et Button répondait en ondes. Ce segment de l'émission fut très populaire et les réseaux ABC et ESPN l'ont continué la saison suivante lors de Skate America, les championnats des États-Unis 2007 et les championnats du monde 2007.

## Accomplissements
- Premier patineur à réussir un double axel ;
- Premier patineur à réussir un triple saut, le triple boucle ;
- Premier patineur à exécuter une pirouette sautée-allongée (aussi connu sous le nom de Button Camel) ;
- Seul Américain à remporter les championnats d'Europe ;
- Premier Américain à remporter les championnats du monde ;
- Premier Américain à remporter une médaille d'or olympique en patinage artistique ;
- Premier Américain, et le seul jusqu'à ce jour, à remporter deux médailles d'or olympique à deux Jeux consécutifs ;
- Premier et seul Américain à remporter le championnat national, championnat nord-américain, championnat d'Europe, championnats du monde et les Jeux olympiques ;
- Plus jeune homme à remporter une médaille d'or olympique en patinage artistique (âge : 18 ans).

## Palmarès
| Compétition                                                        | 1944 | 1945 | 1946 | 1947 | 1948 | 1949 | 1950 | 1951 | 1952 |
| Jeux olympiques d'hiver                                            | JA   |      |      |      | 1er  |      |      |      | 1er  |
| Championnats du monde                                              | CA   | CA   | CA   | 2e   | 1er  | 1er  | 1er  | 1er  | 1er  |
| Championnats d'Europe                                              | CA   | CA   | CA   |      | 1er  | -    | -    | -    | -    |
| Championnats d'Amérique du Nord                                    |      | CA   |      | 1er  |      | 1er  |      | 1er  |      |
| Championnats des États-Unis                                        | CA   | CA   | 1er  | 1er  | 1er  | 1er  | 1er  | 1er  | 1er  |
| Légende : JA = Jeux olympiques annulés ; CA = Championnats annulés |      |      |      |      |      |      |      |      |      |